# 新墨西哥州第一國會選區
新墨西哥州第一國會選區（英語：New Mexico's 1st congressional district）是美国新墨西哥州的三個國會選區之一，始於1968年。範圍包括新墨西哥州中部、阿布奎基周圍。2000年人口606,400人。
本區過去長期為共和黨所把持，直到2008年民主黨籍的馬丁·海因里希擊敗了共和黨的候選人，翻轉了紅色票倉。現任眾議員為民主黨的梅蘭妮·史坦伯里。